# Altenarbeit

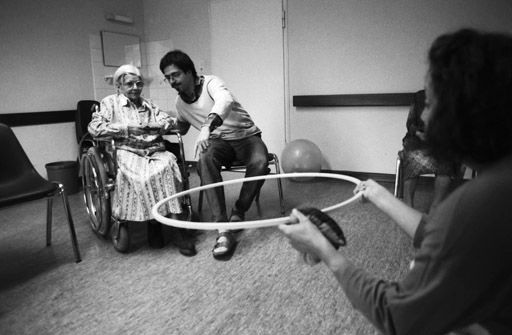
Erhalt von motorischen Fähigkeiten als ein Bestandteil von Seniorenarbeit in einem Altenheim

Altenarbeit, auch soziale Altenarbeit (im pädagogisch-geragogischen Kontext manchmal auch Seniorenarbeit genannt), ist ein Fachbegriff der Sozialen Arbeit. Er bezieht sich auf diejenigen Formen der Sozialen Arbeit, die in Gesundheits-, Pflege-, Bildungs- und Beratungsdiensten für ältere Menschen wirksam werden.
Der gesundheitlichen Herausforderungen älterer Menschen nimmt sich das Gesundheitssystem in der Medizin sowie stationären und ambulanten Krankenpflege an; finanziert von den Krankenversicherungen.
Ihre körperlichen Veränderungen werden durch die Angebote und Leistungen der offenen, ambulanten, teilstationären und stationären Altenpflege kompensiert und über die Pflegeversicherung sowie ggf. ergänzend durch die Sozialhilfe finanziert.
Die sozialen Bedürfnisse älterer Menschen bezüglich Teilhabe, Engagement und Bildung sind Gegenstand der sozialen Altenarbeit in Begegnungsstätten, Engagiertenvereinen und Bildungseinrichtungen. Beratung, Unterstützung und Aktivierung gelten – unterschiedlich professionalisiert – als Methoden der sozialen Altenarbeit. Die Finanzmittel für die Erbringung dieser Arbeit kommen aus sehr unterschiedlichen Quellen.
Die individuelle Gestaltung des Lebens im Alter mit seinen gesundheitlichen, pflegerischen und teilhabebezogenen Herausforderungen wird von der sozialarbeiterischen Beratungsarbeit für ältere Menschen unterstützt. Diese Beratungstätigkeit hat – wenn es sich nicht gerade um eine explizite Leistungsberatung handelt – einen orientierenden, motivierenden und entscheidungsermutigenden Charakter, und wird von Kommunen sowie Ministerien der Länder und des Bundes finanziert.
Für ihre gesundheitlichen und körperlichen Bedarfe nehmen ältere Menschen sehr unterschiedliche gewerbliche, freigemeinnützige und öffentliche Dienstleister in Anspruch, bei denen allerdings nur sehr selten sozialarbeiterisches Fachpersonal tätig ist. Sowohl für die soziale Gestaltung des Lebens im Alter als auch ihre individuelle Beratung kommen ältere Menschen in Begegnungsstätten als auch Beratungsstellen. Sie sind genuiner Arbeitsort von Sozialarbeiterinnen, die sich für ältere Menschen einsetzen.
Trägerstrukturen, Arbeitsbedingungen und Professionsverständnisse, aber auch methodische Praxen, Logiken und Prinzipien dieser sozialen Dienste verändern sich in der gesellschaftlichen Transformation immer wieder – und haben großen Einfluss auf die Professionalisierung der Sozialen Arbeit für ältere Menschen.

## Aktuelle und kritische Quellen
- Bleck, Christian, van Rießen, Anne (Hrsg.) (2022): Soziale Arbeit mit alten Menschen : Ein Studienbuch zu Hintergründen, Theorien, Prinzipien und Methoden. Wiesbaden: Springer Fachmedien.
- Schramek, Renate, Steinfort-Diedenhofen, Julia, Kricheldorf, Cornelia (Hrsg.) (2022): Diversität der Altersbildung : Geragogische Handlungsfelder, Konzepte und Settings. Stuttgart: W. Kohlhammer.
- Haagen, Silke (2022): Der Leistungsbegriff im Kontext sozialpädagogischer Beratung. Wiesbaden: Springer.
- Hiemetzberger, Martina (2023): Überblick zur Geschichte der Pflege. Wien: facultas. 2. Auflage, revidierte Ausgabe.
- Kiess, Johannes M. (2019): Brüche und Kontinuitäten im deutschen Korporatismus. In: Forschungsjournal Soziale Bewegungen. Nr. 1/2019. S. 113–115.
- Kühnel-Cebeci, Katharina (2022): Ideen für gute Nachbarschaft. Bonn: Stiftung Mitarbeit.
- Ministerium für Soziales, Gesundheit und Gleichstellung des Landes Niedersachsen (Hrsg.) (2018): Sozialgenossenschaft – die gute Idee für gemeinsames Handeln. Hannover: Ministerium für Soziales.
- Schroeder, Wolfgang, Munimus, Bettina, Rüdt, Diana (2010): Seniorenpolitik im Wandel: Verbände und Gewerkschaften als Interessenvertreter der älteren Generation. Frankfurt am Main: Campus Verlag.
- Shazi-König, Nayla Samina (2021): Das Gesundheitswesen im freien Fall. Gera: Verlag Daniel Funk.